# Montreali Nemzetközi Filmfesztivál
A Montreali Nemzetközi Filmfesztivál (Montreal World Film Festival, WFF; franciául: le Festival des Films du Monde; alternatív, kevésbé használt hivatalos neve: Montreal International Film Festival), amelyet 1977-ben alapítottak, Kanada egyik legrégebbi nemzetközi filmfesztiválja volt, az egyetlen olyan versenyfilmfesztivál Észak-Amerikában, amelyet akkreditált a FIAPF. (Ugyanakkor a Torontói Nemzetközi Filmfesztivál Észak-Amerika egyetlen olyan akkreditált filmfesztiválja, amely nem versenyfilmfesztivál.) A fesztivál nyilvános, minden évben augusztus végén rendezték meg Montréalban, Quebecben. A Torontói Nemzetközi Filmfesztivállal ellentétben, amely nagyobb hangsúlyt fektet a kanadai és más észak-amerikai filmekre, a Montreali Nemzetközi Filmfesztiválon a világ minden tájáról érkező filmek jelentettek sokszínűséget. A filmfesztivált 2018-ban rendezték meg utoljára.

## Történelem
A Montreali Nemzetközi Filmfesztivál kiűzött céljai közt az alábbiak szerepeltek:
a kulturális sokszínűség megteremtése, a nemzetek közötti megértés elősegítése, a minőségi filmművészet fejlesztésének ösztönzése, mind az öt kontinens filmművészetének támogatása, a filmkészítők és az innovatív alkotások népszerűsítése; új tehetségek felfedezése és motiválása; valamint a világ minden tájáról érkező filmes szakemberek egymással való találkozásának elősegítése 
A WFF elnöke Serge Losique; alelnöke Danièle Cauchard volt. Losique vezetése ellentmondásos volt. A Losique-kal kialakult nézeteltérések miatt a WFF 2004-ben elvesztette a korábbi kormányzati kulturális finanszírozók, a SODEC és a Telefilm Canada támogatását. Ezt követően ez a két finanszírozó szervezet bejelentette, hogy egy új nemzetközi filmfesztivált fog a jövőben támogatni, a New Montreal FilmFestet (FIFM), amelyet a Spectra Entertainment fog irányítani Daniel Langlois (a SoftImage és az Ex-Centris, valamint a Festival du Nouveau Cinéma) vezetése mellett. Miután az új fesztivál az első évben megbukott, 2006 elején megszüntették. 2007 júliusában Losique finanszírozó ügynökségek ellen indított pereit ejtették, és ez megnyitotta az utat a kormányzati finanszírozás újraindítása előtt. 

## Hatás
A Léger Marketing felmérése szerint: 
- Körülbelül 385.000-en vettek részt a 2008-as filmfesztiválon. Ezek közül 323 352 (84%) volt helybeli részvevő és 61 591 (16%) nem helyi filmfesztivál-látogató.
- A látogatók körében 27% volt 35 évnél fiatalabb, 34% 35-54 éves és 39% több mint 54 éves.
- A Montrealban, Québecben megszállt, a fesztivál által ide vonzott, látogatók költése átlagosan 921,60 dollár volt. A tartományon kívülről érkező látogatók átlagosan kétszer annyit költöttek, mint a québeciek, és ezt a pénzt kifejezetten a fesztiválon való részvételükhöz kapcsolódva költötték el.
- A filmfesztivál látogatói által generált turisztikai kiadásokat 21 millió dollárra becsülték.

## Ellentmondások
2005-ben a Losique először indította, majd később visszahívta a Karla című filmet a WFF programjából, miután a fesztivál főszponzora, az Air Canada azzal fenyegetőzött, hogy megszünteti a filmfesztivál szponzorálását, ha a filmalkotás szerepel a fesztiválon. A film –amely Karla Homolkáról szól, egy fiatal nőről, akit emberölésért ítéltek el, és aki tizenkét évet ült börtönben, mert részt vett tizenéves lányok, köztük a saját húgának elrablásában, szexuális rabszolgasorba taszításában, megerőszakolásában és meggyilkolásában, egy olyan ügyben, amelyben állítólag ephebofília is szerepet játszott– fogadtatása Kanadában nem volt széleskörű ellenérzésektől mentes, sokan a film országos bojkottjára szólítottak fel 
2015-ben az alkalmazottak egy része azt állította, hogy nem fizették ki őket.
2016-ban sok alkalmazott felmondott, többek között a rossz vezetésre és a pénzügyi bizonytalanságra hivatkozva.  Ugyanebben az évben Bill Brownstein, a Gazette rovatvezetője a CTV Newsnak adott interjújában azt állította Losique-ról, hogy "Napóleon-komplexusa" van, nem csapatjátékos, "nem játszik jól a többiekkel", aminek következtében a kormány és a szponzorok visszavonhatják finanszírozási támogatásukat. 
2019-ben a WFF vezetése bejelentette, hogy nem rendezik meg az abban az évben esedékes 43. filmfesztivált. 
A bejelentés találgatásoknak adott táptalajt egy későbbi esetleges folytatás lehetőségével kapcsolatban.

## Magyar vonatkozások
A montreali filmfesztivál történetének első magyar díjazottja 1997-ben Gyöngyössy Bence volt Romani kris - Cigánytörvény című, német koprodukcióban készült filmjével: elsőfilmes Arany Zenit-díjas lett.
2001-ben Sopsits Árpád Torzók című filmje lett Grand Prix des Amériques győztes.
Ugyanezt mondhatja el első nagyjátékfilmjéről, a montreali filmfesztivált követően hatalmas nemzetközi sikert arató Curtizról, a fiatal magyar filmrendező, Topolánszky Tamás Yvan. 
Topolánszky helye a Montreali Nemzetközi Filmfesztivál történetében azért is említésre méltó, mert 2018-ban az ő filmjével zárult a filmfesztivál 1978 óta volt Grand Prix des Amériques győzteseinek sora.

## Filmfesztivál

### Programok
A nemzetközi filmfesztivált különböző szekciókban rendezték:
- Nemzetközi verseny (nagyjátékfilmek, rövidfilmek)
- Első filmek világverseny (nagyjátékfilmek)
- Versenyen kívül (nagyjátékfilmek)
- Fókuszban a nemzetközi filmgyártás (nagyjátékfilmek, rövidfilmek)
- A világ dokumentumfilmjei (nagyjátékfilmek, közepes hosszúságú filmek, rövidfilmek)
- Életműdíjasok
- Csillagok mozija
- Diákfilm fesztivál (kanadai és nemzetközi rövidfilmek)
- Kínai filmek (2017-től[11])

### Zsűri
Az adott évi  esemény kezdete előtt a fesztivál igazgatótanácsa nevezte ki a zsűrit, amely kizárólagos felelősséggel tartozott a filmek értékelése során és a WFF-díjak odaítélésekor. A zsűritagokat a művészi teljesítményük és a nemzetközi filmvilágban kivívott megbecsültségük alapján választották. 

### Díjak

#### Versenydíjak
- Grand Prix des Amériques
- A zsűri különdíja
- Legjobb rendező
- Legjobb színésznő
- Legjobb színész
- Legjobb forgatókönyv
- Legjobb művészi alakítás
- Innovációs-díj
- Zenit-díj a legjobb első nagyjátékfilmért (arany, ezüst és bronz) [12]
- Rövidfilmek (1. díj és a zsűri díja)

#### Közönségdíjak
A fesztivál során a közönség különböző kategóriákban szavazhatott azokra a filmekre, amelyek a legjobban tetszettek neki.
Az alábbi közönségdíjakat osztották ki a szavazatok alapján
- Közönségdíj
- A legnépszerűbb kanadai film díja
- Glauber Rocha-díj a legjobb latin-amerikai film részére
- A legjobb dokumentumfilm díja
- A legjobb kanadai rövidfilm díja.

## Grand Prix des Amériques győztesek
| Év   | Film                       | Eredeti cím                      | Rendező                                 | Ország                                              |
| ---- | -------------------------- | -------------------------------- | --------------------------------------- | --------------------------------------------------- |
| 1978 | Ligabue                    |                                  | Salvatore Nocita                        | Franciaország / Olaszország                         |
| 1979 | 1+1=3                      |                                  | Heidi Genée                             | NSZK                                                |
| 1980 | The Stunt Man              |                                  | Richard Rush                            | USA                                                 |
| 1980 | Fontamara                  |                                  | Carlo Lizzani                           | Olaszország                                         |
| 1981 | The Chosen                 |                                  | Jeremy Kagan                            | USA                                                 |
| 1982 | Time for Revenge           | Tiempo de revancha               | Adolfo Aristarain                       | Argentina                                           |
| 1982 | Brimstone and Treacle      |                                  | Richard Loncraine                       | Egyesült Királyság                                  |
| 1983 | The Go Masters             | Mikan no taikyoku                | Ji-shun Duan & Jun'ya Satô & Shu'an Liu | Japán / Kína                                        |
| 1984 | The North                  | El Norte                         | Gregory Nava                            | USA / Egyesült Királyság                            |
| 1985 | Our Father                 | Padre nuestro                    | Francisco Regueiro                      | Spanyolország                                       |
| 1986 | Betty Blue                 | 37°2 le matin                    | Jean-Jacques Beineix                    | Franciaország                                       |
| 1987 | The Kid Brother            | Kenny                            | Claude Gagnon                           | Japán / USA / Kanada                                |
| 1988 | The Reader                 | La lectrice                      | Michel Deville                          | Franciaország                                       |
| 1989 | Freedom Is Paradise        | S.E.R. - Svoboda eto rai         | Sergey Bodrov                           | Szovjetunió                                         |
| 1990 | Fallen from Heaven         | Caídos del cielo                 | Francisco J. Lombardi                   | Peru / Spanyolország                                |
| 1991 | Salmonberries              |                                  | Percy Adlon                             | Németország                                         |
| 1992 | The Dark Side of the Heart | El lado oscuro del corazón       | Eliseo Subiela                          | Argentina / Kanada                                  |
| 1993 | Betrayal                   | Trahir                           | Radu Mihaileanu                         | Franciaország / Svájc / Spanyolország / Románia     |
| 1994 | Once Were Warriors         |                                  | Lee Tamahori                            | Új-Zéland                                           |
| 1995 | Georgia                    |                                  | Ulu Grosbard                            | USA / Franciaország                                 |
| 1996 | Different for Girls        |                                  | Richard Spence                          | Egyesült Királyság / Franciaország                  |
| 1997 | Children of Heaven         | Bacheha-Ye aseman                | Majid Majidi                            | Irán                                                |
| 1998 | The Quarry                 |                                  | Marion Hänsel                           | Belgium / Franciaország / Hollandia / Spanyolország |
| 1998 | Full Moon                  | Vollmond                         | Fredi M. Murer                          | Svájc / Németország / Franciaország                 |
| 1999 | Color of Paradise          | Rang-e khoda                     | Majid Majidi                            | Irán                                                |
| 2000 | The Taste of Others        | Le goût des autres               | Agnès Jaoui                             | Franciaország /                                     |
| 2000 | Innocence                  |                                  | Paul Cox                                | Ausztrália / Belgium                                |
| 2001 | Rain                       | Baran                            | Majid Majidi                            | Irán                                                |
| 2001 | Abandoned                  | Torzók                           | Sopsits Árpád                           | Magyarország                                        |
| 2002 | The Best Day of My Life    | Il più bel giorno della mia vita | Cristina Comencini                      | Olaszország / Egyesült királyság                    |
| 2003 | The Cordon                 | Kordon                           | Goran Markovic                          | Jugoszlávia                                         |
| 2004 | The Syrian Bride           | Ha-Kala Ha-Surit                 | Eran Riklis                             | Franciaország / Németország / Izrael                |
| 2005 | Off Screen                 | Kleisterlee                      | Pieter Kuijpers                         | Hollandia / Belgium                                 |
| 2006 | A Long Walk                | Nagai sanpo                      | Eiji Okuda                              | Japán                                               |
| 2006 | The Greatest Love of All   | O Maior Amor do Mundo            | Carlos Diegues                          | Brazilia                                            |
| 2007 | Ben X                      |                                  | Nic Balthazar                           | Belgium / Hollandia                                 |
| 2007 | A Secret                   | Un secret                        | Claude Miller                           | Franciaország                                       |
| 2008 | Departures                 | Okuribito                        | Yōjirō Takita                           | Japán                                               |
| 2009 | Freedom                    | Korkoro                          | Tony Gatlif                             | Franciaország                                       |
| 2010 | Oxygen                     | Adem                             | Hans van Nuffel                         | Belgium / Hollandia                                 |
| 2011 | Come as You Are            | Hasta la Vista                   | Geoffrey Enthoven                       | Belgium                                             |
| 2012 | Where the Fire Burns       | Ateşin Düştüğü Yer               | İsmail Güneş                            | Törökország                                         |
| 2013 | Life Feels Good            | Chce sie zyc                     | Maciej Pieprzyca                        | Lengyelország                                       |
| 2014 | Perfect Obedience          | Obediencia perfecta              | Luis Urquiza                            | Mexikó                                              |
| 2015 | Mad Love                   | Fou d'amour                      | Philippe Ramos                          | Franciaország                                       |
| 2016 | The Constitution           | Ustav Republike Hrvatske         | Rajko Grlić                             | Horvátország                                        |
| 2017 | And Suddenly the Dawn      | Y de pronto el amancer           | Silvio Caiozzi                          | Chile                                               |
| 2018 | Curtiz                     |                                  | Topolánszky Tamás Yvan                  | Magyarország                                        |

## Az első filmes Arany Zenit-díjasok
A díj eredeti angol nyelvű megnevezés: Golden Zenith winners for The Best Feature Film in competition First Films World Competition
| Év   | Film                              | Eredeti cím                         | Rendező                          | Ország                     |
| ---- | --------------------------------- | ----------------------------------- | -------------------------------- | -------------------------- |
| 1989 | Queen of Hearts                   | Queen of Hearts                     | Jon Amiel                        | Nagy-Britannia             |
| 1990 | Lost Springtime                   | Printemps perdu                     | Alain Mazars                     | Franciaország              |
| 1990 | Time of the Servants              | Cas sluhu                           | Irena Pavlaskova                 | Csehszlovákia              |
| 1991 | Benjamin's Woman                  | La Mujer de Benjamin                | Carlos Carrera                   | Mexikó                     |
| 1991 | North                             | Nord                                | Xavier Beauvois                  | Franciaország              |
| 1992 | Little Sharks                     | Kleine Haie                         | Sonke Wortmann                   | Németország                |
| 1993 | Betrayal                          | Trahir                              | Radu Mihaileanu                  | Románia / Franciaország    |
| 1994 | Everynight ... Everynight         | Everynight... Everynight            | Alkinos Tsilimidos               | Ausztrália                 |
| 1995 | Cross My Heart and Hope to Die    | Ti kniver i hjertet                 | Marius Holst                     | Norvégia                   |
| 1995 | Manneken Pis                      | Manneken Pis                        | Frank Van Passel                 | Belgium                    |
| 1996 | Welcome Home                      | Okaeri                              | Makoto Shinozaki                 | Japán                      |
| 1997 | Gypsy Lore                        | Romani kris - Cigánytörvény         | Gyöngyössy Bence                 | Magyarország / Németország |
| 1998 | 2 Seconds                         | 2 secondes                          | Manon Briand                     | Kanada                     |
| 1999 | Juan, I Forgot, I Don’t Remember  | Del Olvido al no me acuerdo         | Juan Carlos Rulfo                | Mexikó                     |
| 2000 | Daughters of the Sun              | Dakhtaran-e khorshid                | Mariam Shahriar                  | Irán                       |
| 2002 | Various Positions                 | Various Positions                   | Ori Kowarsky                     | Kanada                     |
| 2003 | I Always Wanted to Be a Saint     | J'ai toujours voulu être une sainte | Geneviève Mersch                 | Luxemburg / Belgium        |
| 2004 | The Magician                      | El mago                             | Jaime Aparicio                   | Mexikó                     |
| 2005 | The Blossoming of Maximo Oliveros | Ang pagdadalaga ni Maximo Oliveros  | Auraeus Solito                   | Fülöp-szigetek             |
| 2006 | More Than Anything in the World   | Más que a nada en el mundo          | Andrés León Becker, Javier Solar | Mexikó                     |
| 2007 | The Wooden Box                    | La caja                             | Juan Carlos Falcón               | Spanyolország /            |
| 2008 | For a Moment, Freedom             | Ein augenblick, freiheit            | Arash T. Riahi                   | Ausztria / Franciaország   |
| 2009 | You Will Be Mine                  | Je te mangerai                      | Sophie Laloy                     | Franciaország              |
| 2010 | Liquid Love                       | Amore liquido                       | Mario Luca Cattaneo              | Olaszország                |
| 2011 | In Our Name                       | In Our Name                         | Brian Welsh                      | Egyesült Királyság         |
| 2012 | Casadentro                        | Casadentro                          | Joanna Lombardi                  | Peru                       |
| 2013 | The Long Way Home                 | Eve Dönüs: Sarikamis 1915           | Alphan Eseli                     | Törökország                |
| 2014 | González                          | González: falsos profetas]          | Christian Díaz Pardo             | Mexikó                     |
| 2015 | The Funeral                       | Chuyi                               | Qi Wang                          | Kína                       |
| 2016 | A Father's Will                   | Atanyn kereezi                      | Bakyt Mukul, Dastan Zhapar Uulu  | Kirgisztán                 |
| 2017 | The Return                        | Dolaonda                            | Chul Heo                         | Dél-Korea                  |
| 2018 | The Gazelle's Dance               | El Baile de la Gacela               | Iván Porras Méndelez             | Costa Rica / Mexikó        |

## Kapcsolódó szócikk
- Torontói Nemzetközi Filmfesztivál (TIFF)

## Fordítás
Ez a szócikk részben vagy egészben  a   Montreal World Film Festival című angol Wikipédia-szócikk ezen változatának fordításán alapul.  Az eredeti cikk szerkesztőit annak laptörténete sorolja fel. Ez a jelzés csupán a megfogalmazás eredetét és a szerzői jogokat jelzi, nem szolgál a cikkben szereplő információk forrásmegjelöléseként.